# Jehan Perrenet
Pour les articles homonymes, voir Perrenet.
Jehan Perrenet fut organiste de la Cathédrale Notre-Dame de Paris.